# Nuoto ai Giochi della XVIII Olimpiade - 200 metri farfalla maschili
La competizione dei 200 metri farfalla maschili di nuoto ai Giochi della XVIII Olimpiade si è svolta nei giorni dal 16 al 18 ottobre 1964 allo Yoyogi National Gymnasium di Tokyo.

## Programma
| Data            | Round        | Note                                |
| --------------- | ------------ | ----------------------------------- |
| 16 ottobre 1964 | 5 Batterie   | I migliori 16 tempi alle semifinali |
| 17 ottobre 1964 | 2 Semifinali | I migliori 8 tempi alla finale      |
| 18 ottobre      | Finale       |                                     |

## Risultati

### Batterie
| Pos. | Atleta             | Nazione     | Tempo  | Posizione finale |
| ---- | ------------------ | ----------- | ------ | ---------------- |
| 1    | Carl Robie         | Stati Uniti | 2'10"0 | 1                |
| 2    | Atsushi Obayashi   | Giappone    | 2'15"1 | 10               |
| 3    | Antonio Rastrelli  | Italia      | 2'17"3 | 17               |
| 4    | Hermann Lotter     | Germania    | 2'18"2 | 20               |
| 5    | Vítor da Fonseca   | Portogallo  | 2'18"3 | 21               |
| 6    | Narong Chok-Umnuay | Thailandia  | 2'32"5 | 32               |

| Pos. | Atleta          | Nazione       | Tempo  | Posizione finale |
| ---- | --------------- | ------------- | ------ | ---------------- |
| 1    | Kevin Berry     | Australia     | 2'11"0 | 2                |
| 2    | Kosuke Sato     | Giappone      | 2'12"4 | 3                |
| 3    | Daniel Sherry   | Canada        | 2'12"9 | 6                |
| 4    | Dave Gerrard    | Nuova Zelanda | 2'16"3 | 14               |
| 5    | Avraham Melamed | Israele       | 2'20"7 | 23               |
| 6    | Carlos Canepa   | Perù          | 2'24"9 | 28               |
| 7    | Joaquín Pujol   | Spagna        | 2'28"3 | 30               |

| Pos. | Atleta          | Nazione          | Tempo  | Posizione finale |
| ---- | --------------- | ---------------- | ------ | ---------------- |
| 1    | Luis Nicolao    | Argentina        | 2'15"0 | 9                |
| 2    | John Stark      | Australia        | 2'15"3 | 11               |
| 3    | Valentin Kuzmin | Unione Sovietica | 2'15"5 | 12               |
| 4    | Werner Freitag  | Germania         | 2'16"9 | 15               |
| 5    | Juan Alanís     | Messico          | 2'23"9 | 27               |
| 6    | Bernard Chan    | Malaysia         | 2'26"6 | 29               |

| Pos. | Atleta             | Nazione          | Tempo  | Posizione finale |
| ---- | ------------------ | ---------------- | ------ | ---------------- |
| 1    | Phil Riker         | Stati Uniti      | 2'12"6 | 4                |
| 2    | Brian Jenkins      | Gran Bretagna    | 2'15"5 | 12               |
| 3    | Oleg Fotin         | Unione Sovietica | 2'17"3 | 17               |
| 4    | Gabriel Altamirano | Messico          | 2'17"9 | 19               |
| 5    | Wolfgang Platzeck  | Germania         | 2'18"7 | 22               |
| 6    | Volker Deckardt    | Austria          | 2'21"3 | 25               |
| 7    | Dick Langerhorst   | Paesi Bassi      | 2'22"5 | 26               |

| Pos. | Atleta             | Nazione     | Tempo  | Posizione finale |
| ---- | ------------------ | ----------- | ------ | ---------------- |
| 1    | Brett Hill         | Australia   | 2'12"8 | 5                |
| 2    | Fred Schmidt       | Stati Uniti | 2'13"3 | 7                |
| 3    | Yoshinori Kadonaga | Giappone    | 2'14"5 | 8                |
| 4    | Giampiero Fossati  | Italia      | 2'17"2 | 16               |
| 5    | Ralph Hutton       | Canada      | 2'20"8 | 24               |
| 6    | Gustavo Ocampo     | Perù        | 2'31"4 | 31               |

### Semifinali
| Pos. | Atleta          | Nazione          | Tempo  | Posizione finale |
| ---- | --------------- | ---------------- | ------ | ---------------- |
| 1    | Carl Robie      | Stati Uniti      | 2'09"3 | 1                |
| 2    | Fred Schmidt    | Stati Uniti      | 2'11"5 | 4                |
| 3    | Brett Hill      | Australia        | 2'11"9 | 5                |
| 4    | Valentin Kuzmin | Unione Sovietica | 2'11"9 | 6                |
| 5    | Kosuke Sato     | Giappone         | 2'13"4 | 9                |
| 6    | Werner Freitag  | Germania         | 2'13"5 | 10               |
| 7    | Luis Nicolao    | Argentina        | 2'13"7 | 11               |
| 8    | John Stark      | Australia        | 2'18"4 | 16               |

| Pos. | Atleta             | Nazione       | Tempo  | Posizione finale |
| ---- | ------------------ | ------------- | ------ | ---------------- |
| 1    | Kevin Berry        | Australia     | 2'09"8 | 2                |
| 2    | Phil Riker         | Stati Uniti   | 2'09"9 | 3                |
| 3    | Yoshinori Kadonaga | Giappone      | 2'12"3 | 7                |
| 4    | Daniel Sherry      | Canada        | 2'12"9 | 8                |
| 5    | Atsushi Obayashi   | Giappone      | 2'14"1 | 12               |
| 6    | Dave Gerrard       | Nuova Zelanda | 2'15"4 | 13               |
| 7    | Brian Jenkins      | Gran Bretagna | 2'15"5 | 14               |
| 8    | Giampiero Fossati  | Italia        | 2'18"1 | 15               |

### Finale
| Pos.    | Atleta             | Nazione          | Tempo  |
| ------- | ------------------ | ---------------- | ------ |
| Oro     | Kevin Berry        | Australia        | 2'06"6 |
| Argento | Carl Robie         | Stati Uniti      | 2'07"5 |
| Bronzo  | Fred Schmidt       | Stati Uniti      | 2'09"3 |
| 4       | Phil Riker         | Stati Uniti      | 2'11"0 |
| 5       | Valentin Kuzmin    | Unione Sovietica | 2'11"3 |
| 6       | Yoshinori Kadonaga | Giappone         | 2'12"6 |
| 7       | Brett Hill         | Australia        | 2'12"8 |
| 8       | Daniel Sherry      | Canada           | 2'14"6 |